# Бій під Ясинівським рудником
Бій під Ясинівським рудником — бойові дії, які відбувалися з 26 грудня по 31 грудня 1917 між донськими козаками та єнакіївською Червоною гвардією і повстанцями Ясинівського рудника у Нижній Кринці.

## Історія

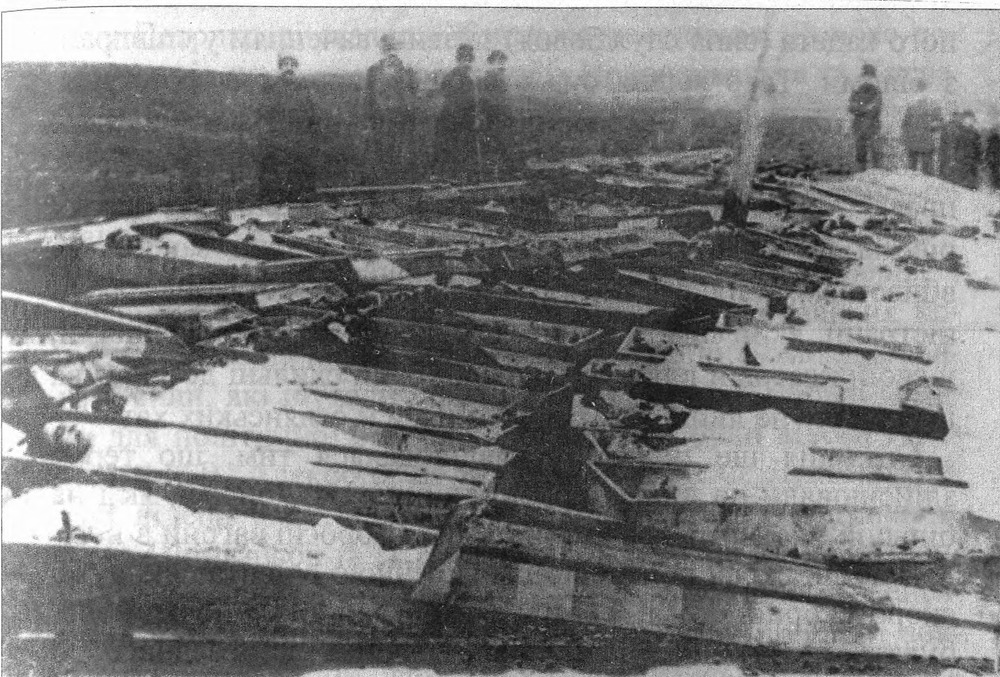
Ясинівський рудник

24 грудня 1917 Ясинівський рудник був захоплений червоними повстанцями Єнакієвого та Горлівки які утворили тут «Ясинівську комуну». Яка встановила червоний прапор із написом «Помремо за комуну!» Під час встановлення прапора, камеронщик Бєлоглазов був вбитий.
На початку громадянської війни на території Ясинівського рудника в грудні був створений загін самооборони чисельністю 700 осіб, який ставив за мету охорону рудника від набігів донських козаків. Дізнавшись що в Нижній Кринці створений загін самооборони, для його знищення було відправлено спеціальний загін осавула Чернецова. При цьому ліквідація спіткала б і ревкому в селищі.
За рішенням Центрального ревкому Донбасу, Єнакіївському загону було видано 200 гвинтівок і 6000 тис. патронів.
У грудні 1917 року поновилися напади козаків на Ясинівський рудник, для захисту селища з Єнакієвого вирушив загін на чолі з Лавровим і Кобзєвим, який налічував 3000 чоловік при 4 кулеметах і одному автоброньовику. Перед боєм з козаками рудник був зайнятий повстанцями.
На підмогу Єнакіївському загону прибули загони з Петровського заводу, Фурсівської рудника, Кондратевського, Бунге, Вєровський і Софіївський рудник послав 125 чоловік. Перед виступом 27 грудня єдиним командиром всіх загонів був обраний З. Кобзєв. На підступах до копальні зав'язався бій, але погано було влаштовано командування. Кобзєв був командиром усіх загонів і командиром взводу, що призводило до плутанини і стало причиною поразки. Бачачи, що повстанці зазнають втрат командувач звернувся за допомогою до Р. Сіверс, але він затримався на 3 години. У момент бою повстанці пустили автоброньовик, який їм дали петроградські робітники. Шофер, який виявився білогвардійцем, в'їхав між двох позицій, кинув машину і сказав, що вона зламалася.
Наступ вівся з боку Харцизька, Ханженкового та Зуївки. Спочатку були попереджувальні постріли в Ясинівській балці. При цьому прибічники червоної влади встановили кулемет на териконі № 8 шахти. З першого разу кінний наступ донських козаків не увінчався успіхом. Відбулась спроба наступу пішим строєм. До 29 грудня донські козаки не зуміли повністю оволодіти ясинівським рудником. Правда був на правому фланзі момент, коли замовк на териконі кулемет і козаки, користуючись цим, впритул добралися до передових позиціях повстанців.
У той час в бараках знаходились полонені австрійці, ще з Першої світової війни. З криком «ура» червоні пішли в рукопашний бій та зазнали значних втрат, при цьому козаки відступили у степ. Вночі до донських козаків підійшло підкріплення. На світанку, 30 грудня була застосована артилерійська підготовка, калединці-юнкери, гайдамаки, офіцери та козаки, знову почали наступ. Несучи втрати, загони прибічників радянської влади відступили від Ясинівського рудника залізницею до станції в Монахово. Під час бою було вбито 14 повстанців. Вбитих привезли 7 січня, а 9 січня 1918 їх поховали в місті.
На третій день козаки захопили рудник. На площі, біля церкви було скликано місцевих мешканців, де стояла вимога, видати комуністів та учасників червоного загону. Ніхто не промовив жодного слова. Далі, п'яні козаки вривалися в квартири будинків і якщо знаходили там поранених, то виводили їх у двір і розстрілювали, а разом з ними вбивали і господарів будинку. Білогвардійці влаштували криваву розправу з шахтарями, що вийшли з шахти. Велику групу шахтарів білі вивели на путівець, і, коли ті стали рити собі могили, розстріляли з кулеметів. Барак, в якому жили австрійські військовополонені, закидали гранатами. Число жертв австрійців було 48 чоловік. Вони були розстріляні за те, що їх товариш пішов із загоном робітників на Київ.
Донські козаки на руднику розстріляли, зарубали шаблями чи закололи багнетами 117 чоловік. Після цього козаки почали брати кожного третього жителя для розстрілу. Ця звіряча розправа обурила колишнього полковника царської армії, лікаря Агішевсткого, який наказав припинити розстріл. Так були врятовані інші жителі Нижньої Кринки. Осавул Чернецов, злякавшись чину Агішевського, наказав припинити розстріли.
Проте через декілька днів червоногвардійські загони розбили загін Чернецова. За час перебування в Нижній Кринці білі вбили 117 чоловік. 118-ю жертвою білих був Савранський Абрам Олександрович, який був повішений білогвардійцями у Зуївці за те, що його сини були революціонерами.

## Пам'ять
За радянської доби іменем 118 названий колгосп і клуб, створені в селищі Нижня Кринка.